# Ethiolygrus juheli
Ethiolygrus juheli là một loài bọ cánh cứng trong họ Cerambycidae.